# Transport Act 1985
Der Transport Act 1985 war ein vom Parlament des Vereinigten Königreichs verabschiedetes Gesetz. Er führte die Deregulierung des innerörtlichen Busverkehrs im Vereinigten Königreich ein und erlaubte den Aufsichtsbehörden den Busverkehr probeweise zu deregulieren. Es wurde auf Initiative der konservativen Regierung von Margaret Thatcher verabschiedet. Durch den Transport Act 1980 wurde bereits der überörtliche Busverkehr dereguliert.
Die Deregulierung galt für alle Betreiber von innerörtlichen Buslinien im gesamten Vereinigten Königreich außer dem Verwaltungsgebiet Greater London.
Die Deregulierung trat am 26. Oktober 1986 in Kraft. Die lokalen Behörden wurden aufgefordert, in ihrem Besitz befindliche Buslinien auf getrennte Gesellschaften zu übertragen, die nicht der direkten Kontrolle der Behörden unterstanden. Die meisten dieser kommunalen Unternehmen wurden bis auf wenige Ausnahmen privatisiert. Für Greater London wurde ein Franchising-System eingeführt.